# Solenopsis insculpta
Solenopsis insculpta é uma espécie de formiga do gênero Solenopsis, pertencente à subfamília Myrmicinae.